# 885 Ulrike
885 Ulrike è un asteroide della fascia principale del diametro medio di circa 33,43 km. Scoperto nel 1917, presenta un'orbita caratterizzata da un semiasse maggiore pari a 3,0900269 UA e da un'eccentricità di 0,1891797, inclinata di 3,30311° rispetto all'eclittica.
Il suo nome fa riferimento a Ulrica, personaggio di Un ballo in maschera, un'opera del compositore italiano Giuseppe Verdi.